# Clethra bodinieri
Clethra bodinieri là một loài thực vật có hoa trong họ Clethraceae. Loài này được H.Lév. mô tả khoa học đầu tiên năm 1912.